# Омиляновская, Малгожата
Малгожата Омиляновская (пол. Małgorzata Omilanowska; 10 апреля 1960, Варшава) — польский искусствовед, историк искусств, политический и государственный деятель, заместитель госсекретаря в Министерстве культуры Польши (2012—2014), министр культуры и искусств Польши (17 июня 2014 — 16 ноября 2015), редактор, педагог, профессор гуманитарных наук (2013).

## Биография
Окончила исторический факультет Варшавского университета и архитектурный факультет Берлинского технического университета. Получила стипендию Британской академии. Позже работала в Институте искусств Польской академии наук.
Заместитель директора Института искусств (1999—2007), главный редактор «Словаря польских архитекторов».
Специализируется на истории архитектуры XIX—XX веков.
С 2006 года в качестве доцента, затем в качестве профессора преподавала в Гданьском университете. В 2008 году стала директором Института истории искусств Гданьского университета.
Читала лекции во многих учебных заведениях, в том числе в Германии.
В 2006 году избрана президентом ассоциации Patria Polonorum, организации по защите культурного и природного наследия Польши.
В январе 2012 года была назначена заместителем государственного секретаря в Министерстве культуры Польши. 17 июня 2014 года заняла пост министра культуры в Правительстве Эвы Копач.

## Избранные публикации
- Architekt Stefan Szyller 1857—1933. Warszawski architekt doby historyzmu, Wydawnictwa Fundacji «Historia pro Futuro», Warszawa 1995
- Atlas zabytków architektury w Polsce (в соавт.), PWN, Warszawa 2001
- Berlin, «Wiedza i Życie», Warszawa 2000
- Gdańsk i Pomorze Wschodnie (в соавт.), «Wiedza i Życie», Warszawa 2001
- Most i wiadukt księcia Józefa Poniatowskiego, PWN, Warszawa 1991
- Nadbałtyckie Zakopane — Połąga w czasach Tyszkiewiczów, Instytut Sztuki PAN, Warszawa 2011
- Polska. Pałace i dwory, Sport i Turystyka — Muza, Warszawa 2004
- Polska. Świątynie, klasztory i domy modlitwy, Sport i Turystyka — Muza, Warszawa 2008
- Świątynie handlu. Warszawska architektura komercyjna doby wielkomiejskiej, Instytut Sztuki PAN, Warszawa 2004
- Zagadki z historii sztuki, Wyd. Nauk. PWN, Warszawa 2001

## Награды
- Большой крест Ордена «За заслуги перед Итальянской Республикой» (2014)
- Большой крест Ордена Оранских-Нассау
- Орден Искусств и литературы 1 степени
- Почётный гражданин города Паланга.